# Балша Херцеговић Хрватинић
Балша Херцеговић Хрватинић (око 1380—1416) је био кнез Доњих Краја (1416).

## Биографија
Балша је припадао великашкој породици Хрватинића. Био је син херцега Хрвоја Вукчића. Балшин први ангажман забележен је 1398. године. Са великим успехом, Балша је предводио војску која је освојила Дубицу и Дубичку жупанију. Командна функција подразумевала је одређену физичку спремност. Стога се може претпоставити да је тада имао око 18 година. Година Балштиног рођења може се сместити у 1380. Тиме се искључује да је Балшина мајка била Јелена Нелипчић јер се у браку са Хрвојем она помиње тек 1401. године. Балша је био Хрвојев син из претходног брака. Име Балшине мајке није познато. Балша се у историјским изворима помиње 8. децембра 1400. године. Босански краљ је Хрвоју Вукчићу и његовом сину Балши даровао град Бистрички са жупом Ливно у "вечну баштину". Балша се у изворима јавља 1405. године у повељи краља Твртка. Овде се наводи као Балша Херцеговић. Надимак му је изведен из титуле оца Хрвоја. У редове сплитског племства Балша је примљен 1403. године да би му отац две године касније на управу поверио острва Брач, Хвар, Вис и Корчула. Балша је био у добрим односима са својим оцем. Изгледа да се се на том месту задржао до 1410. године. Након те године Балша се не помиње у извештајима корчуланских нотара. Вероватно му је Хрвоје на управу тада дао Сегест одакле један властелин 1412. године од угарског краља Жигмунда Луксембуршког тражи заштиту од Балше. Од тада остају непознате Балшине активности. Наследио је оца, али је умро убрзо након њега.

## Породица
Балша је имао две ћерке. Доротеја је најпре била удата за кнеза Иваниша Благајског, да би се, након његове смрти 1442. године, удала за Мартина Франкопана. Њему је 1448. године дала град Козару, седиште Санске жупе. Мартин је владао и жупом Врбас што се види из његове повеље из 1455. године. Друга Балшина ћерка звала се Катарина. Била је удата за великаша Твртка Боровинића који се јавља као сведок у повељама краљева Остоје и Твртка. Краљ Остоја се по Хрвојевој смрти развео од своје жене Кујаве и оженио Јеленом Нелипчић. Тиме је повратио део територија које је Хрвоје укључио у своју феудалну област.

## Породично стабло
|  |                            |  |  |  |  |  |  |  |  |  |  |  |  |  |  |  |
|  | Стјепан (кнез Доњих Краја) |  |  |  |  |  |  |  |  |  |  |  |  |  |  |  |
|  |                            |  |  |  |  |  |  |  |  |  |  |  |  |  |  |  |
|  |                            |  |  |  |  |  |  |  |  |  |  |  |  |  |  |  |
|  | Хрватин Стјепанић          |  |  |  |  |  |  |  |  |  |  |  |  |  |  |  |
|  |                            |  |  |  |  |  |  |  |  |  |  |  |  |  |  |  |
|  |                            |  |  |  |  |  |  |  |  |  |  |  |  |  |  |  |
|  | Вукац Хрватинић            |  |  |  |  |  |  |  |  |  |  |  |  |  |  |  |
|  |                            |  |  |  |  |  |  |  |  |  |  |  |  |  |  |  |
|  |                            |  |  |  |  |  |  |  |  |  |  |  |  |  |  |  |
|  | Хрвоје Вукчић Хрватинић    |  |  |  |  |  |  |  |  |  |  |  |  |  |  |  |
|  |                            |  |  |  |  |  |  |  |  |  |  |  |  |  |  |  |
|  |                            |  |  |  |  |  |  |  |  |  |  |  |  |  |  |  |
|  | Балша Хрватинић            |  |  |  |  |  |  |  |  |  |  |  |  |  |  |  |
|  |                            |  |  |  |  |  |  |  |  |  |  |  |  |  |  |  |
|  |                            |  |  |  |  |  |  |  |  |  |  |  |  |  |  |  |